# No One
«No One» —en español: ‘Nadie’— es una canción de r&b y soul, escrita, interpretada y producida por los cantantes Alicia Keys y Kerry Brothers, Jr., para el tercer álbum de estudio de la primera, titulado As I Am.
Fue lanzada como el primer sencillo y llegó a lugares muy altos en las listas de los cinco continentes. En América del Norte fue certificada como tres veces platino, al venderse más de tres millones de unidades en Estados Unidos. La revista musical Billboard la incluyó en la lista de las cien mejores canciones de todos los tiempos (Hot 100 Best Songs of All Time). Fue la canción más escuchada del mundo durante dos semanas consecutivas y logró la certificación global de cuatro veces platino.
La canción recibió comentarios variados por parte de los críticos de música contemporánea. La interpretación de Keys en "No One" obtuvo dos galardones en la 50.ª edición de los Premios Grammy, en las categorías de "Mejor interpretación femenina vocal r&b" y "Mejor canción r&b".
El día 2 de septiembre del 2013 la revista Billboard publicó su lista Hot 100 55th Anniversary: The All-Time Top 100 Songs donde se colocó en la posición #48.

## Promoción y lanzamiento
Alicia Keys había trabajado con Kerry Brothers, Jr. en el sencillo "Karma" de 2004. La cantante habló y anticipó partes del contenido lírico de "No One" con MTV Canadá, señalando que:

Habla de la forma real de las relaciones sentimentales y la forma en que muchas cosas están alrededor de ti tratando de distraerte... Las personas, siempre, deben tratar de decir lo que sea que quieran decir, entonces ahí entra "No One", que puede ser gran ayuda en esto.
Alicia Keys.

"No One" se escuchó por primera vez en agosto de 2007, después de que Keys incluyera un video en la página de internet oficial de sus admiradores. El 29 de ese mismo mes fue su debut oficial en la emisora de radio Atlanta's WVEE. Finalmente fue lanzada como sencillo el 11 de septiembre de 2007. Para su promoción, Keys presentó el tema junto a George Michael, en la ceremonia de los premios MTV Video Music Awards de 2007, donde parcialmente fue interrumpida por una disputa de Kid Rock y Tommy Lee.

## Estructura

### Estructura musical

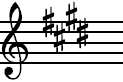
La canción está compuesta en la tonalidad de mi mayor.

"No One" es una canción rhythm and blues compuesta en compás de 4/4 y en la tonalidad de mi mayor. Es una canción de ritmo moderado a noventa pulsaciones por minuto. Keys interviene tras cuatro compases y su voz no es muy aguda. Suele acabar las frases en melisma.
La introducción musical dura doce segundos y consta de intervenciones de piano y melotrón, mezclados con audio que asemeja una reproducción de disco de vinilo. El tema tiene pre-estribillo y estribillo: el primero dura veinte segundos y el segundo treinta y tres. Los instrumentos que sobresalen en su melodía son el piano, el melotrón y, la guitarra acústica, instrumento con el que concluye el tema.

### Contenido lírico
La letra de la canción es de índole romántico. Describe una relación entre dos amantes, en la cual el ser femenino es quien habla con el masculino. El primer verso es una introducción donde Keys habla sobre que siempre quiere tener cerca a su amado, señalando que desea eso por siempre y que la situación que tienen se pondrá mejor. La canción da paso al pre-estribillo, el cual expresa que el romance será "a través de los días y las noches". Este crea una comparación con que a Keys no le importa lo que piense la gente de su relación, señalando que todo va a estar bien.
Después empieza el estribillo, el cual repite constantemente el nombre de la canción ("nadie"), señalando que "nadie" podrá interponerse en el camino de lo que ella siente. El siguiente verso es una declaración de confianza de Keys a su pareja, diciendo que "cuando la lluvia cae... Siempre estarás cerca". Las siguientes interpretaciones son el pre-estribillo y el estribillo.
El último verso compara su relación con las otras del mundo, argumentando que muchas personas buscarán tener una relación similar a la de ellos. Keys dice que conoce personas que pueden dañar la relación y que podrían dividirla, concluyendo que no importa pues nadie podrá. Finalmente, la canción concluye con una última intervención del estribillo.

## Video musical

### Trama

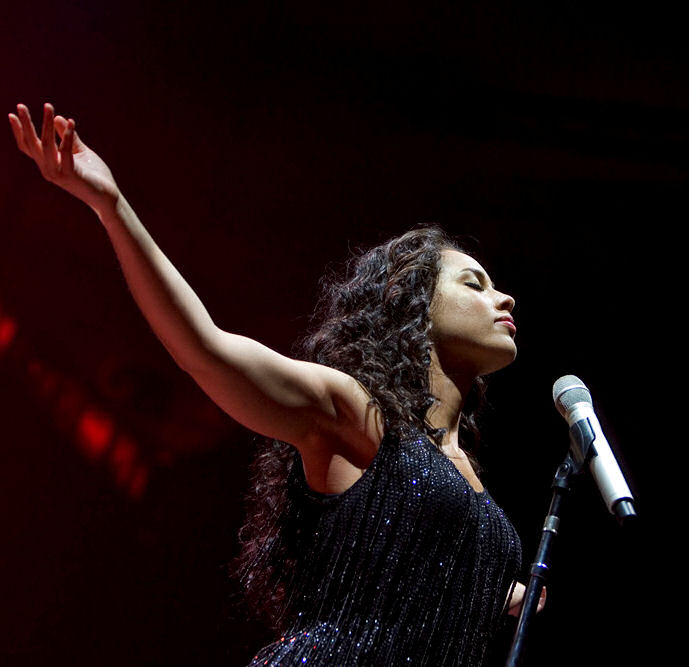
En varias escenas del video, Keys canta con un micrófono y con un teclado electrónico.

El video musical de "No One" fue dirigido por Justin Francis. Comienza con una caja de música que hace los sonidos originales iniciales del tema. En el video, Alicia Keys se encuentra dentro del instrumento en cuatro diferentes escenarios. El primero es de una temática clásica y consta de un cuarto que tiene una sola silla, donde está sentada cantando a la cámara. El segundo muestra una habitación decorada con instrumentos musicales y Keys viste un traje de colores gris y plateado. En este interpreta el pre-estribillo tocando un teclado electrónico y cantando por un micrófono.

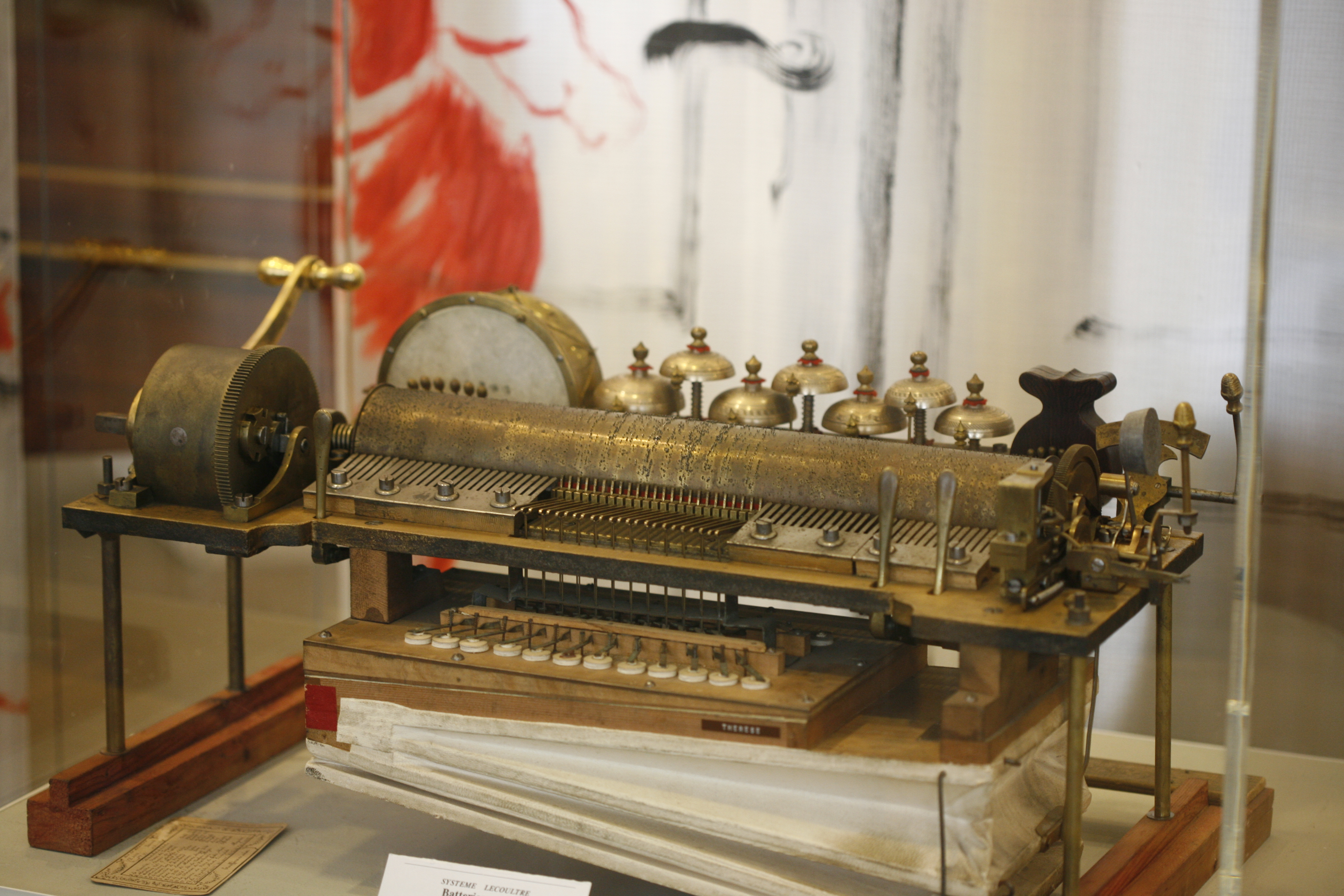
El video trata de escenarios que se encuentran dentro de una caja de música.

En el tercer escenario se encuentra Keys cantando, vestida parcialmente de negro, y tocando un piano mientras llueve. El último muestra a la cantante en una discoteca, vestida con un traje blanco y negro, bajo luces suaves de tonos azules interpretando el verso final. En esta escena hay un cambio a la tercera por medio de un televisor Sony de pantalla de plasma. Cuando el video vuelve al tercer escenario empieza a llegar una multitud a escuchar cantar a Keys, entonces, todos bailan mientras sigue lloviendo. Finalmente concluye cuando la cámara se aleja de la caja de música y muestra los cuatro escenarios desde una perspectiva superior; inmediatamente después va al primero y se queda enfocando la cara de Keys.
En el video se incluyen flashbacks de los escenarios donde se hallaba Keys y de fuelles y poleas de la caja de música. También ofrece un cameo especial del productor de la canción, Kerry Brothers, Jr., quien aparece en el tercer escenario interpretando sonidos de "¡Oh!, ¡Oh!, ¡Oh!".

### Recibimiento
El video musical fue lanzado en Estados Unidos el 24 de septiembre de 2007. En el primer repertorio que entró fue al conteo 106 & Park del canal Black Entertainment Television, debutando en la posición décima y llegando hasta la primera. Por otra parte se ofreció un lanzamiento mundial el 25 de septiembre de 2008, siendo distribuido por la página musical de Yahoo!, LaunchCast. En el conteo ofrecido por la web entró en el número cinco y llegó al uno. El 4 de octubre de ese mismo año debutó en el conteo oficial del programa Total Request Live del canal MTV. Igualmente alcanzó el primer puesto.
Mientras tanto, el video debutó en la posición tercera del conteo VH1 Top 20 Video Countdown del canal VH1. La misma cadena lo eligió como el 22.º mejor video del año 2007. En el canal de temática musical de Canadá, MuchMusic, entró al número treinta. Al igual que en los demás conteos, "No One" alcanzó el primer puesto, aunque esta vez por una semana. El video ofreció un gran impacto en la página de internet YouTube, donde fue seleccionado como el sexto más visto de la historia.

## Recepción

### Recepción crítica
"No One" recibió críticas mayoritariamente positivas. Al respecto, muchos argumentaron que era un tema con un buen sonido de reggae. La página de internet All Music señaló que As I Am no seguía el estilo de sus álbumes antecesores, argumentando que no tenía la continuidad de piano/melisma de los sencillos pasados y concluyó que, "'No One' suena preparada para tener una versión dance y reggae". El diario The Chicago Tribune comentó que "la canción parece alguna hecha por Bob Marley". La revista musical Rolling Stone sostuvo que las colaboraciones del álbum fueron sustanciosas, argumentando que "crearon dos poderosas baladas... 'Go Ahead' y la incondicional 'No One'". La revista Slant Magazine, durante la calificación del disco, habló de "No One" y la señaló como la mejor del material, comentando que:

"No One" es muy buena... Su composición en compás de 4/4, la forma en que Keys usa sus tonalidades acústicas en los teclados electrónicos, la combinación del estilo de Stevie Wonder y las frases referentes a "todo estará bien", vibran en torno a "no mujer, no llores" y combinan perfectamente con su voz, de un timbre fuerte y genial.
Slant Magazine.

El diario The Guardian dijo que el sencillo parecía una nueva versión de "Where is the Love?" de la banda Black Eyed Peas. La revista Blender Magazine argumentó que es un sencillo "querido" y que es una pista cantable, concluyendo que "las mezclas de bajo y piano clásico están bien elaboradas". El diario The Boston Globes señaló que es una canción llena de dinamita, determinando que "los ritmos de hip hop brillan junto a los ritmos soul incorporados en el álbum, como es el caso de 'No one'". Finalmente, el semanario musical NME dijo que "No One" lleva la música gospel a lugares oscuros. El semanario Entertainment Weekly la posicionó como la tercera mejor canción del 2007, por debajo de "You Know I'm No Good" de Amy Winehouse y "Umbrella" de Rihanna. La revista Billboard la recibió en forma positiva. Por un lado señaló que "es una canción llena de fuerza... Clásica... Desesperada y brillante". Por otro la agregó en el repertorio de las cien mejores canciones de todos los tiempos, en la posición cuarenta y dos.

### Posiciones e impacto
El sencillo fue muy bien recibido por múltiples listas de popularidad. En América del Norte tuvo un buen rendimiento en éstas y llegó a posiciones muy altas. En Estados Unidos alcanzó el primer puesto de casi todas las listas suministradas por Billboard, tales como Billboard Hot 100, Hot R&B/Hip-Hop Songs, Hot 100 Airplay y Adult Top 40. Fue certificado como dos veces platino, al venderse más de dos millones de copias en el territorio. En Canadá escaló hasta el número dos y permaneció seis semanas en el lugar, manteniéndose por cuarenta y cuatro y abandonando el listado en la posición cuarenta y seis. En Brasil fue una de las canciones más exitosas de 2007, permaneciendo veintiún semanas consecutivas en el repertorio y en una llegó hasta el quinto puesto.

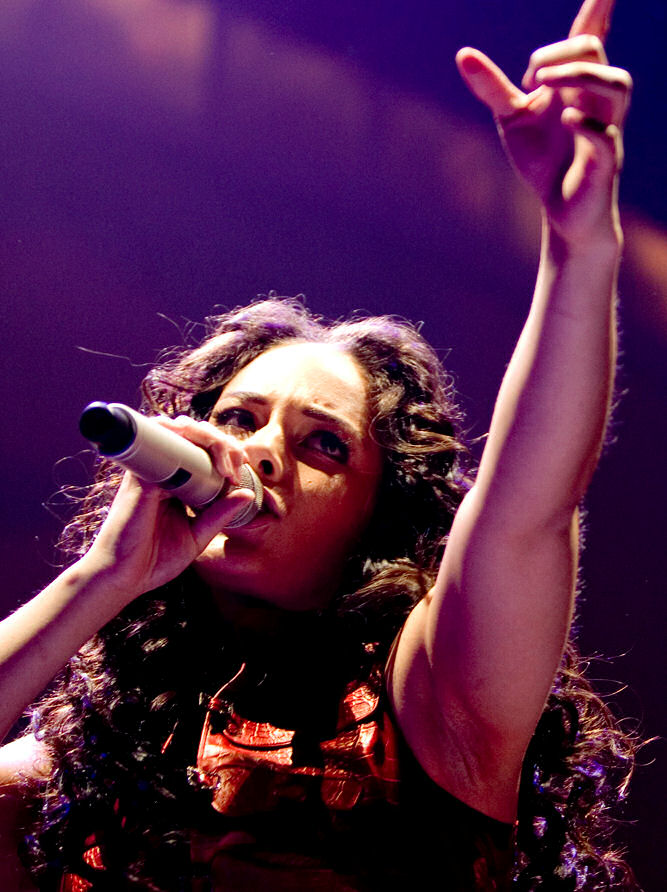
Alicia Keys durante un concierto en Portugal, país donde "No One" fue muy popular y llegó hasta el primer puesto.

En Europa también tuvo un éxito patente. En Italia llegó hasta el primer puesto permaneciendo siete semanas en él y abandonando el repertorio al concluir treinta y una. Fue certificado como platino, al venderse más de veinte mil copias en el país. En Hungría escaló rápidamente al primer puesto después de haber debutado en el octavo, y salió del listado cuando había permanecido veintiocho semanas en él. En Suiza fue una de las canciones más populares de la década. Llegó a ser certificada como platino, y debutó en el número uno, permaneciendo una semana en él. En Portugal entró en el puesto treinta y ocho y brevemente alcanzó el primero, permaneciendo doce semanas en él. Llegó hasta la lista de las cinco más exitosas de países como Alemania, donde alcanzó la tercera por cuatro semanas, Austria, en la misma posición pero por siete días, Bélgica, lugar que la certificó como disco de oro, Francia, Países Bajos y Suecia. Alcanzó el repertorio de las diez más exitosas de Reino Unido, Noruega, Irlanda y Dinamarca. No fue tan relevante en las listas de España, Finlandia y Rumania, aunque en la última fue certificada como disco de oro.
En Asia y África tuvo un buen rendimiento comercial. En Corea del Sur llegó hasta la primera posición. En el resto del continente alcanzó el repertorio de las diez más escuchadas en países como República de China, donde escaló hasta la segunda posición, y Japón, en el cual estuvo en el número cuatro. En China no tuvo buen rendimiento: llegó hasta la posición once después de haber abandonado la doce por varias semanas consecutivas, permaneciendo sólo once en el repertorio. En Sudáfrica llegó al número uno por siete días, durando más de diez semanas en el listado oficial.
Igualmente, en Oceanía fue bien recibida. En Australia alcanzó la tercera posición y duró tres semanas consecutivas en ella. Permaneció veintisiete semanas en el repertorio ofrecido por la empresa ARIA, la cual certificó al sencillo como platino, al haber vendido más de setenta mil copias en el territorio. En Nueva Zelanda también fue certificada como platino. Llegó hasta el número dos y permaneció seis semanas consecutivas en él. Concluyó su estadía después de veintitrés semanas.
En las listas internacionales fue muy bien recibida. En el repertorio de las cuarenta canciones más populares del mundo logró ubicarse en el primer puesto por dos semanas consecutivas. La empresa Media Traffic la certificó como cuatro veces platino, al vender más de ocho millones de unidades alrededor del mundo. En el listado continental de Europa llegó hasta el número dos por dos semanas consecutivas. Su estadía terminó cuando concluyeron diez semanas en él. El tema fue nominado y galardonado doble vez en la ceremonia de los Premios Grammy de 2008, hecho que sólo han cumplido pocos artistas, obteniendo el premio por "Mejor canción r&b", y "Mejor interpretación vocal r&b".

#### Listas de popularidad
| América                  |                             |    |    |    |    |                   |
| Brasil                   | Brazil Top 20               | 19 | 5  | 1  | 21 | -                 |
| Canadá                   | Canadian Hot 100            | 44 | 2  | 6  | 44 | -                 |
| República Dominicana     | República Dominicana Top 20 | 15 | 1  | 5  | 20 | -                 |
| Estados Unidos           | Billboard Hot 100           | 71 | 1  | 5  | 39 | dos veces platino |
| Estados Unidos           | Hot R&B/Hip-Hop Songs       | 47 | 1  | 10 | 39 | dos veces platino |
| Estados Unidos           | Hot 100 Airplay             | 22 | 1  | 10 | 39 | dos veces platino |
| Asia                     |                             |    |    |    |    |                   |
| China                    | China Top 20                | 12 | 11 | 1  | 8  | -                 |
| Corea del Sur            | South Korean Top 50         | 12 | 1  | 2  | 43 | -                 |
| Japón                    | Japan Top 20                | 12 | 4  | 3  | 11 | -                 |
| República de China       | Taiwan Top 10               | 9  | 2  | 1  | 10 | -                 |
| África                   |                             |    |    |    |    |                   |
| Sudáfrica                | South Africa Top 40         | 1  | 1  | 1  | 14 | -                 |
| Europa                   |                             |    |    |    |    |                   |
| Alemania                 | German Top 100              | 5  | 3  | 4  | 27 | Oro               |
| Austria                  | Austria Top 75              | 17 | 3  | 1  | 27 | Oro               |
| Bélgica                  | Belgium Top 50              | 45 | 4  | 3  | 22 | Oro               |
| Bulgaria                 | Bulgaria Singles Top 40     | 19 | 1  | 4  | 17 | -                 |
| Dinamarca                | Denmark Top 40              | 12 | 7  | 3  | 26 | -                 |
| España                   | Spain Top 20                | 15 | 15 | 1  | 2  | -                 |
| Finlandia                | Finland Top 20              | 18 | 17 | 3  | 6  | -                 |
| Francia                  | France Top 100              | 6  | 5  | 2  | 24 | -                 |
| Hungría                  | Hungary Top 40              | 8  | 1  | 4  | 28 | -                 |
| Irlanda                  | Irland Top 100              | 43 | 8  | 1  | 22 | -                 |
| Italia                   | Italy Top 20                | 25 | 1  | 7  | 31 | Platino           |
| Noruega                  | Norway Singles Top 20       | 20 | 8  | 2  | 17 | -                 |
| Países Bajos             | Netherlands Top 40          | 4  | 3  | 3  | 20 | -                 |
| Portugal                 | Portugal Singles Top 50     | 38 | 1  | 12 | 29 | -                 |
| Reino Unido              | UK Singles Top 75           | 26 | 6  | 2  | 24 | -                 |
| Rumania                  | Romanian Top 100            | 91 | 12 | 1  | 26 | Oro               |
| Suecia                   | Sweden Singles Top 60       | 48 | 5  | 1  | 26 | -                 |
| Suiza                    | Swiss Singles Top 100       | 1  | 1  | 1  | 43 | Platino           |
| Oceanía                  |                             |    |    |    |    |                   |
| Australia                | Australia Singles Top 50    | 37 | 3  | 3  | 27 | Platino           |
| Nueva Zelanda            | New Zealand Top 40          | 18 | 2  | 6  | 23 | Platino           |
| Internacionales          |                             |    |    |    |    |                   |
| Europa                   | Europe Official Top 100     | 2  | 2  | 2  | 10 | -                 |
| World RnB Top 30 Singles | 2                           | 2  | 5  | 15 |    |                   |

## Certificaciones
| País   | Organismo certificador | Certificación | Ventas certificadas | Ref.   |
| ------ | ---------------------- | ------------- | ------------------- | ------ |
| México | AMPROFON               | Platino + Oro | 90,000              | [ 38 ] |

## Lista de canciones
| Disco compacto (sencillo) |                                      |          |  |
| N.º                       | Título                               | Duración |  |
| 1.                        | «No One» (Versión de álbum)          | 4:13     |  |
| 2.                        | «No One» (Curtis Lynch Reggae Remix) | 4:05     |  |
| 3.                        | «Superwoman» (En vivo)               | 3:41     |  |
| 4.                        | «No One» (Video musical)             | 4:12     |  |

| Disco compacto edición especial |                                      |          |  |
| N.º                             | Título                               | Duración |  |
| 1.                              | «No One» (Versión de álbum)          | 4:13     |  |
| 2.                              | «No One» (Curtis Lynch Reggae Remix) | 4:05     |  |

## Créditos
- Alicia Keys: voz, piano, vocoder y melotrón
- Steve Mostyn: guitarra acústica y bajo.
- Kerry Brothers Jr: caja de ritmos